# Adriana Duque
Adriana Duque (* 20. května 1968) je kolumbijská fotografka a umělkyně, která pomocí inscenované fotografie vytváří setkání a kontrasty mezi vysokou západní kulturou a jejími mýty a prostorovou a sociální dystopií své země. Její díla představují obrazy související s dětstvím, interpretované jako nedokončená a trvalá fáze, posedlá nejednoznačnými postavami z pohádek a rodinnými prvky úzce spjatými s venkovským prostředím.
Její fotografie jsou inspirovány příběhy holandských obrazů z období baroka, například od malíře Jana Van Eycka. Také ji ovlivnili umělci jako Jeff Wall, Cindy Shermanová nebo James Casebere a rodinnou fotografií. Mezi narážkou na určité období malby a dilematem koexistence fotografie a malby vytvořila Duque cestu, která vyústila v sérii děl, ve kterých vyniká vizuální dopad překrývání artikulovaného v reprezentaci mezi oběma jazyky. Její portréty, po vytvoření atmosféry, světla a pózy, jsou odkazy na její vlastní subjektivní a dětinské univerzum, v kontrapunktu k postoji a atmosféře postav, které vyvolává holandská barokní malba. Umělkyně má díla ve sbírkách jako Instituto Figueiredo Ferraz de Ribeirão Preto; Museo de Arte Moderno de Medellín Kolumbie a Museu de Arte do Rio.

## Kariéra
Adriana Duque se narodila v Manizales v Kolumbii. Začala studovat výtvarné umění na univerzitě v Caldas. V roce 2001 získala stipendium kolumbijské vlády a francouzského velvyslanectví na studium digitální fotografie ve španělské Barceloně. Později odcestovala do Paříže s cílem navštívit rozsáhlé sbírky klasického malířství a navštívit Mezinárodní festival evropské fotografie v Arles ve Francii.
V roce 2003 vytvořila své první dílo Ricitos de Oro pro sérii De Cuento en Cuento. Umělkyně vybudovala hybridní prostor, kde jsou postavy archetypy z pohádky Zlatovláska a tři medvědi. Dílo představuje okamžik nesouladu, obraz, který na první pohled představuje pestrý rodinný portrét, ale jemným způsobem řeší témata sociálních propastí.
V roce 2007 Adriana zahájila sérii Sagrada Familia, kde představila archetypy postav a celý příběh, který odráží společnost založenou na tradicích a společenských třídách. V pozadí této série byly rodinné hierarchie, patriarchální nadvláda a místa ženského a mužského.
V roce 2011 uvedla Duque na trh sérii Iconos, fotografie dětí oblečených jako na malbách z rané renesance. 
Její děti však mají na sobě sluchátka, která jsou naaranžované jako koruny a diadémy, jaké se nosily v té době. Děti pózují jako malí monarchové, přičemž sluchátka, populární v 21. století, symbolizují izolaci od okolí, způsob popření přítomnosti a udržování vzdálenosti od druhých. Duque spojuje toto současné chování s aurou nezranitelnosti, bezohlednosti a přirozené izolace dětí, které obývají stěny muzeí po celém světě. V roce 2014 umělkyně uvedla Iconos 2, svou první samostatnou výstavu v Zipper Galeria a která byla pokračováním této série.
V roce 2019 umělkyně zahájila sérii Renascimento v Zipper Galeria, kde bylo každé dílo složeno pomocí technik digitální montáže. Cílem umělkyně bylo definovat portrét jako pohyblivé pole, kde jsou roztroušené fragmenty pečlivě znovu sestavovány při hledání ideálního obrazu. Umělkyně odstranila kulisy, které tvoří sérii Iconos, aby se zaměřila na diskusi o individualitě.
V roce 2022 zahájila Duque sérii Tudo o que tenta se revelar (Všechno, co se snaží odhalit), svou třetí samostatnou výstavu v Zipper Galeria. Nové princezny umělkyně opustily své koruny-sluchátka, aby se ozdobily jemnými membránami inspirovanými rostlinami, lehkými a průsvitnými látkami, které ukrývají malé a křehké fragmenty stále živé přírody, jako jsou kousky květů bezinky. Série byla inspirována okamžiky, které umělkyně prožila během pandemie, ve svém domě poblíž malé lesní oblasti.